# Antiga casa de Cal Tallaret
Cal Tallaret és una casa fundada el 1615 i reformada al 1965 al nucli de Calafell (Baix Penedès) protegida com a bé cultural d'interès local.
Edifici de planta irregular, amb dues façanes que donen a la via pública, constituït per planta baixa i una planta alta. Té una coberta a dues vessants amb el carener paral·lel a la façana principal, la qual és al costat sud-est. En aquesta façana hi ha el portal per accedir a l'interior de l'immoble. És d'arc carpanell i és fet amb elements de pedra tallada. Al primer pis hi ha dues finestres rectangulars amb una disposició horitzontal. A la façana lateral hi ha dues finestres a la planta baixa i una a la planta alta. En ambdues façanes hi ha un sòcol de plaques de pedra. Hi ha una cadena cantonera feta, també amb pedra aplacada. S'ha emprat un sistema constructiu de tipus tradicional amb murs de càrrega i sostres unidireccionals, probablement, de bigues de fusta. La coberta és de teula àrab. Els murs són, probablement de maçoneria unida amb morter de calç. El portal és de pedra local tallada.